# Великі Пам'яли
Великі Пам'я́ли (рос. Большие Памъялы, марій. Кугу Памъял) — присілок у складі Кілемарського району Марій Ел, Росія. Адміністративний центр Кум'їнського сільського поселення.

## Населення
Населення — 228 осіб (2010; 219 у 2002).
Національний склад (станом на 2002 рік):
- марі — 81 %